# Myliobatis freminvillei
Myliobatis freminvillei is een vissensoort uit de familie van de adelaarsroggen (Myliobatidae). De wetenschappelijke naam van de soort is voor het eerst geldig gepubliceerd in 1824 door Lesueur.